# Sigela punctata
Sigela punctata là một loài bướm đêm trong họ Erebidae.